# Yahya Muhammad Hamid ed-Din
Yahya Muhammad Hamid ed-Din (Sana'a, 18 giugno 1869 – Sana'a, 17 febbraio 1948) fu imam degli zayditi dal 1904, dopo la morte del padre, e re e imam dello Yemen dal 1918. Il suo nome e titolo completo era: sua maestà Amir al-Mumenin al-Mutawakkil 'Ala Allah Rab ul-Alamin Imam Yahya bin al-Mansur Bi'llah Muhammad Hamidaddin, imam e comandante dei credenti (principe dei credenti, chi si affida a Dio, il Signore dell'Universo).

## Origini e nascita
Yahya Muhammad Hamid ed-Din nacque a Sana'a venerdì 18 giugno 1869 ed era figlio di Muhammad bin Yahya Hamid ad-Din. Apparteneva al ramo Hamidaddin della dinastia Al-Qasimi che governava la maggior parte dello Yemen e parte di quella che oggi è la zona meridionale dell'Arabia Saudita per oltre 900 anni. Nel 1904, alla morte del padre, Yahya divenne imam, governando in modo efficace dalle zone montuose del futuro Yemen del Nord. Gli ottomani tuttavia, rivendicavano quelle terre e non riconoscevano il dominio degli imam dello Yemen dopo il loro arrivo in quelle terre.

## Impressioni
Sir Gilbert Clayton, che visitò re Yahya a Sana'a nel 1925 durante il suo breve soggiorno nella capitale, rimase colpito dall'amministrazione di questo sovrano, dalla sua preparazione militare e dalle sue doti organizzative.
Il tenente colonnello Harold Jacob lo descrisse in questi termini: "L'imam Yahya è un sovrano forte. La sua santità come sommo sacerdote della setta Zaydita e la sua discendenza dalla famiglia del Profeta aggiunge prestigio al suo benigno governo. I suoi metodi sono patriarcali e umani. Il suo unico hobby è lo Yemen".
Le cronache ebree si prodigano in lodi su di lui e lo dipingono come il paladino della giustizia e della compassione. Questo, tuttavia, non è sorprendente. Yahia riuscì a porre fine allo stato di anarchia, illegalità e violenza che avevano lacerato il paese e inflitto immense sofferenze ai suoi abitanti, ebrei compresi. Durante il suo lungo regno gli ebrei godettero di condizioni relativamente favorevoli ed erano in generale a favore del sovrano.

## Prima guerra mondiale e anni successivi

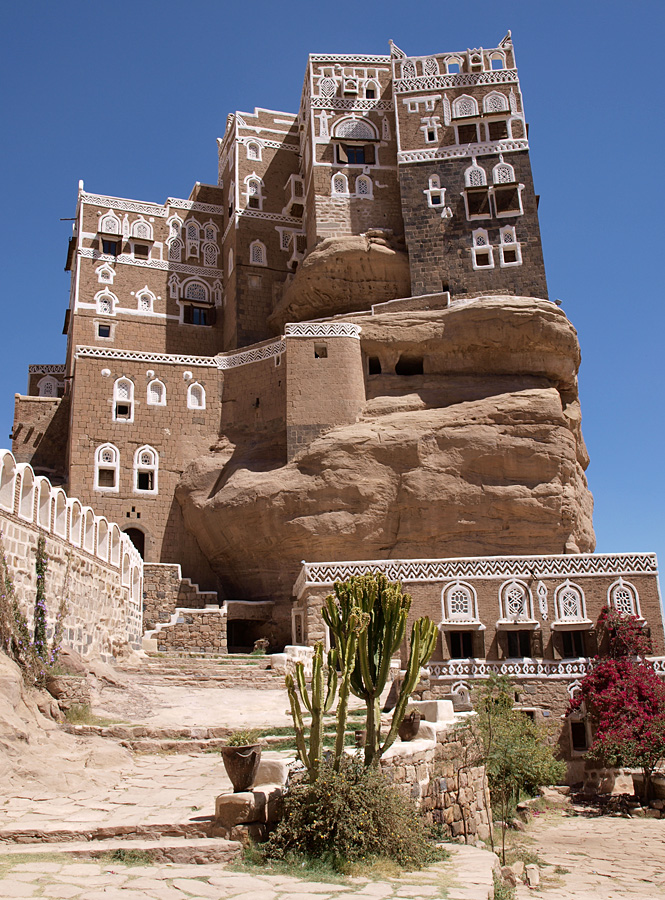
La residenza del sovrano a Wadi Dhar, vicino a Sana'a.

Nel 1911 l'imam Yahya firmò con gli ottomani il trattato di Daan che riconobbe il suo dominio sulle parti dello Yemen controllati dagli zayditi.
La notizia della caduta dell'impero ottomano raggiunse lo Yemen giovedì 14 novembre 1918. Il sovrano si recò a Sana'a tre giorni dopo - domenica 17 novembre 1918 - per incontrare i leader tribali da Hashid, Arhab, Nihm e Khowlan. Arrivò presso la residenza del giudice e studioso Hussein bin Ali Al Amri e ricevette dignitari, studiosi, principi turchi, giudici e una marea di persone che lo proclamarono capo supremo di tutto lo Yemen.
Il suo primo ordine fu quello di vietare di entrare nella capitale con le armi e incaricò le sentinelle di vigilare alle porte della città. Egli voleva avviare un regno di pace e giustizia senza precedenti. Una città dopo l'altra accettò l'autorità del nuovo sovrano; il porto di Mokha e la città di Ta'izz furono i primi insediamenti importanti a farlo. Egli provvide a creare uno stato moderno e mantenne tutti i funzionari ottomani per sostenere lo sviluppo del governo.
Nel 1919 creò un esercito regolare, arruolando i soldati dalle tribù circostanti Sana'a, ovvero Sanhan, Bani Harthi e Bani Hushaish. Firmò numerosi trattati che riconoscevano lo Yemen come stato sovrano, il primo dei quali fu il trattato italo-yemenita del 1926.
Il conflitto tribale nelle aree di confine tra Arabia Saudita e Yemen, sfociò in una guerra che si concluse nel 1934 con la firma del trattato di Ta'if tra il suo paese e l'Arabia Saudita. Il trattato fu la base per l'accordo territoriale finale tra i due paesi concluso tra re Fahd e il presidente Ali Abdullah Saleh.

## Politica interna
Dal 1934 fino al suo assassinio, Yahya reindirizzò le sue energie verso il consolidamento interno della sua autorità e la creazione di un governo centrale competente che rispondesse a lui personalmente. A tal fine fu rafforzato il controllo dell'entroterra con la creazione di un esercito permanente e la nomina dei suoi figli a governatori delle province chiave. Un controllo più stretto sugli affari della capitale venne assicurato ampliando la portata delle funzioni amministrative e nominando altri figli come supervisori delle istituzioni politiche vecchie e nuove. Il regime inviò i primi studenti all'estero: i cadetti militari in Iraq nel 1930 e gli studenti civili, definiti "Famosi Quaranta," nel Libano alla fine del 1940. Venne fatto un primo tentativo di introdurre una direzione alla nascente economia nazionale con la creazione di una società commerciale nello Yemen. Nonostante questi cambiamenti, lo Yemen di Yahya rimase un paese semi-feudale in cui anche le misure più elementari richiedevano la sua approvazione personale.

## Politica estera
Lo Yemen fu uno dei membri fondatori della Lega araba nel 1945 e si unì alle Nazioni Unite nel 1947.
L'opposizione al suo governo, fomentata dai britannici, veniva condotta dai partiti basati ad Aden.

## Assassinio
L'imam Yahya fu ucciso con suo nipote il 17 febbraio 1948 nel golpe Alwaziri. L'assassino, conosciuto come al-Qardaei, era originario della tribù Bani Murad.
Al momento della rivelazione dell'omicidio del re, le tribù yemenite si schierarono con Ahmad ibn Yahya e lo accettarono come nuovo imam dello Yemen. Le truppe circondarono Sana'a sotto la guida di Seif ul Islam Alhassan e di Seif ul Islam Alabbass, entrambi figli del defunto sovrano, e vennero supportate dal loro fratello Seif ul Islam Yahya all'interno delle mura della città.
La notizia scioccò la Lega araba e tutti i governi musulmani. Re Abd Allah I di Giordania inviò le sue condoglianze. Quest'ultimo e Abd al-Aziz dell'Arabia Saudita diedero il loro supporto ad Ahmad e furono i primi a riconoscerlo come nuovo capo dello Stato.

## Vita personale
Il sovrano si sposò otto volte. Aveva quattordici figli e sei figlie.